# تجارت پرمخاطره (فیلم ۱۹۳۹)
تجارت پرمخاطره (انگلیسی: Risky Business) فیلمی در ژانر درام و جنایی به کارگردانی آرتور لوبین است که در سال ۱۹۳۹ منتشر شد.